# Subito
SUBITO je služba německých, švýcarských a rakouských knihoven, která je založena na dodávání dokumentů jednotlivcům i knihovnám po celém světě. Patří mezi nejvýznamnější a největší systémy tohoto typu, obsahuje záznamy několika miliónů dokumentů. V České republice je využívána v rámci mezinárodních meziknihovních výpůjčních služeb.

## Historie
Projekt SUBITO vznikl koncem roku 1994 v Německu jako služba vybraných vědeckých knihoven. Samotný elektronický systém byl spuštěn ve zkušebním provozu koncem roku 1997 a plně funkční byl od roku 1998. Kvůli několika soudním sporům a následným legislativním změnám bylo SUBITO nuceno uzavřít dohody s jednotlivými vydavatelstvími o odvádění poplatků za poskytnuté kopie a implementovat technologii DRM na ochranu dodaných dokumentů proti zneužití. Součástí SUBITA se stala i služba ChinaDirect, která umožňuje dodávání kopií článků ze tří velkých čínských knihoven.

## Podmínky služby
SUBITO je systém pro objednávání a dodávání kopií článků, statí a výpůjček knih. Garantuje vyřízení objednávek do 72 hodin, ale články bývají dodány běžně do 24 hodin. Součástí SUBITA je rozsáhlá bibliografická databáze s podrobnými záznamy dokumentů. Články mohou být dodány elektronicky, faxem nebo poštou. Většina dodaných elektronických kopií je chráněna technologií DRM – dokument je možné 10x otevřít, 2x vytisknout a je dostupný po dobu jednoho měsíce. Za příplatek je poskytováno i expresní vyřízení požadavků.

## Uživatelé
Použití SUBITA vyžaduje registraci. Uživatelé jsou rozděleni do tří základních skupin a ty pak ještě do kategorií:
- jednotlivci z německy mluvících zemí (dále už jen GALS - zkratka pochází anglických pojmenování jednotlivých zemí, tj. Germany, Austria, Liechtenstein, Switzerland)

1. nekomerční kategorie (studenti, žáci, členové akademické obce, zaměstnanci výzkumných institucí atd. )
2. komerční kategorie (institucionální knihovny, živnostníci, zaměstnanci komerčních institucí atd.)
3. všichni koncoví uživatelé z GALS

- jednotlivci ze zahraničí

1. nekomerční uživatelé mimo GALS
2. komerční uživatelé mimo GALS

- knihovny

1. knihovny na území GALS
2. knihovny z ostatních zemí kromě USA a Velké Británie

Diferenciace uživatelů je nutná kvůli rozdílným cenám a podmínkám poskytování služeb.

## Ceny
Výše poplatků za dodání dokumentu je závislá na několika faktorech – kategorii uživatele, druhu dokumentu, rychlosti dodání, různě vysokých licenčních poplatcích (podle vydavatele), způsobu dodání dokumentu a sídla uživatele. Konečná cena je vždy spočtena před objednáním. Souhrnný účet je dodáván v měsíčních intervalech, úhrada je možná bankovním převodem, šekem, kreditní kartou či v hotovosti.